# Rašíd al-Dín Hamadání
Rašíd al-Dín Hamadání (1247, Hamadán — 1318, Tabríz) byl perský historik, lékař a politik židovského původu.
Narodil se v judaistické rodině ve městě Hamadán (na území dnešního Íránu), ale asi ve třiceti letech konvertoval k islámu a nastoupil jako lékař ke dvoru mongolského vládce Persie Abaka Chána (vládl 1265–1282). Dotáhl to dokonce na pozici vezíra, ale byl svými nepřáteli obviněn z otrávení vládce Öljaitüa a popraven. Soudní proces měl silně antisemitský přídech. V 15. století byly jeho pozůstatky přemístěny z muslimského hřbitova na židovský.
Proslul především dějinami světa sepsanými v perštině v knize Jāmiʿ al-tawārīkh (sepsáno 1300–1310). Vzácné jsou především pasáže věnované Mongolsku a Indii. Mongoly ovšem líčil značně negativně a nazýval je „Turky“. V knize projevoval značný zemský patriotismus a užíval za tím účelem, jako jeden z prvních autorů, pojmu „Írán“. Oproti jiným historikům své doby se také více věnoval otázkám sociálního a ekonomického vývoje. Rukopis knihy, z níž se mnohé části nedochovaly, byl monumentálně iluminován v umělecko-intelektuálním centru Rab'-e Rashidi v Kazvínu, které al-Dín Hamadání nechal založit.